# Sólo D’Lira
Sólo D’Lira é o sétimo álbum de estúdio da banda mexicana de rock Molotov, lançado em 26 de abril de 2023, pela Warner Music México.

## Antecedentes e gravação
No dia 7 de abril de 2022 foi publicado em seu canal no YouTube o single "No Olvidamos", posteriormente os singles "Quiten el Trap", "Pendejo" e "H2H (Todo me Pica)" foram publicados nos meses seguintes.
Em março de 2023, eles anunciaram que seu novo trabalho estaria à venda em 30 de abril. No mesmo dia do lançamento (26 de abril), foi lançado o single "Money in the Bank", que conta com a colaboração do rapper argentino Wos.

## Faixas
1. «Santo Niño De Atocha»	Micky Huidobro	3:27
2. «Denle Chayote»	Micky Huidobro	2:57
3. «Amarren Al Perro»	Paco Ayala	3:12
4. «Money In The Bank» (ft. WOS)	Paco Ayala, Randy Ebright, WOS	3:55
5. «Quiten El Trap»	Micky Huidobro	2:38
6. «Sale Con Polish»	Randy Ebright	3:16
7. «H2H (Todo Me Pica)»	Tito Fuentes	4:20
8. «Esto Es Mierda»	Tito Fuentes, Micky Huidobro, Paco Ayala, Randy Ebright	3:16
9. «Ego»	Randy Ebright	3:11
10. «El Señor Del Banco»	Micky Huidobro	3:15
11. «Pendejo»	Tito Fuentes, Micky Huidobro, Paco Ayala, Randy Ebright	3:07
12. «Río»	Tito Fuentes	3:24
13. «No Olvidamos»	Tito Fuentes, Micky Huidobro, Paco Ayala, Randy Ebright	4:35